# Івакура (Айті)

Іваку́ра (яп. 岩倉市, いわくらし, МФА: [iwakuɾa ɕi̥]?) — місто в Японії, в префектурі Айті. Розташоване в північно-західній частині префектури, в центрі рівнини Міно-Оварі.   Виникло на основі середньовічного призамкового містечка самурайського роду Ода. Отримало статус міста 1972 року. Площа становить 10,49 км². Станом на 1 серпня 2011 року населення складало 47 096  осіб, густота населення — 4490 осіб/км².  Основою економіки є харчова промисловість, комерція. Традиційні ремесла — виробництво традиційних «коропових прапорів» для свята дітей.  